# 믹타 국회의장회의
2015 믹타 국회의장회의(영어: MIKTA Speakers' Consultation 2015)는 정의화 국회의장이 제안하여 처음으로 개최된 각 지역 주요 중견국가 협의체 믹타(MIKTA)의 의회 수장 간 회의로 7월 1일부터 5일까지 '세계의 미래를 위한 의회의 리더십'이라는 주제로 대한민국 서울에서 열렸다.

## 믹타 국회의장회의 개관
- 믹타 국회의장회의는 믹타 회원국인 멕시코(Mexico), 인도네시아(Indonesia), 대한민국(Korea), 터키(Turkey), 호주(Australia) 의회 수장들의 협의체로서 연 1회 회의(전체회의와 양자면담)를 개최하고 있으며, 기타 협력체계 구축에 대해서는 논의 중에 있다.
- 회의 개최 시기 및 개최국에 대한 규정은 따로 마련되어 있지 않고, 회의 개최 시 차기 회의에 대하여 결정하는 방식을 취하고 있다.
- 양원제 국가의 경우 참여 대상을 상원 혹은 하원으로 한정하지 않으며, 각국 국회의장을 비롯하여 의원 및 개최지 주재 외교관 등이 초청된다.
- 2015년 서울에서 개최된 제1차 믹타 국회의장회의에는 멕시코 상원의장, 호주 상원의장, 인도네시아 지역협의회(상원에 해당) 의장이 참석하였고, 터키의 경우 신임 국회의장 선출 일정이 지연되어 주한 터키대사가 대신 참석하였다. 이 밖에도 의회 부의장, 의원, 외교관 및 학계인사 등 약 70여 명이 참석하였다.

## 믹타 국회의장회의 형성과정
- 믹타 국회의장회의는 정의화 대한민국 국회의장이 주도하고, 각 회원국 의장들이 참여 의사를 밝히면서 형성되었다.[5][6]
- 구체적으로 지난 2014년 10월 터키 국회의장 방한 시 정의화 국회의장이 회의 개최를 제안하고, 이를 터키 측에서 받아들였다. 이후 정의화 국회의장이 믹타 회원국 각 의회 의장에게 서한을 보냈고 의장들이 동의하면서 성사되었다.
- 제1차 믹타 국회의장회의는 2015년 7월 1일부터 7월 5일까지 서울에서 개최되었으며, 주요 회의는 7월 2일 진행되었다.
- 주요 준비과정 요약

| 일시           | 주요 내용                                                            |
| -------------- | -------------------------------------------------------------------- |
| 2014년 10월    | 터키 국회의장 방한 시 정의화 국회의장의 회의 개최 제안에 원칙적 동의 |
| 2014년 10월    | 믹타 회원국 의장들에게 정의화 국회의장 명의 서한 발송                |
| 2015년 3월     | 믹타 회원국 의장들에게 공식초청장 발송                               |
| 2015년 5월     | 일반정보서, 컨셉노트, 등록신청서 발송                                |
| 2015년 7월 1일 | 2015 믹타 국회의장회의 개회                                          |

## 믹타 국회의장회의 개최 연혁

### 일시 및 장소
- 기간: 2015년 7월 1일 ~ 7월 5일
- 장소: 대한민국 서울
- 주최: 대한민국 국회

### 믹타 회원국 주요인사 참석현황
| 대표단명       | 대표단장          | 의장 | 의원 | 의회사무총장 | 주한공관 대사 |
| -------------- | ----------------- | ---- | ---- | ------------ | ------------- |
| 멕시코         | 바르보사 상원의장 | 1    | 5    | -            | 1             |
| 인도네시아     | 구스만 상원의장   | 1    | 6    | 1            | 1             |
| 대한민국       | 정의화 국회의장   | 1    | 19   | 1            | -             |
| 튀르키예       | -                 | -    | -    | -            | 1             |
| 오스트레일리아 | 패리 상원의장     | 1    | -    | -            | 1             |

※ 터키의 경우, 국회의장이 2015년 7월 1일 선출됨에 따라 주한 터키대사가 대리 참석

### 세션 및 주요 논의내용
1. 회의 주제
- 세계의 미래를 위한 의회의 리더십[11]

2. 세션별 의제
- 세션 Ⅰ: 지속가능개발목표(SDGs) 이행에 있어서 중견국 의회의 역할
  - 지속가능개발목표의 실천을 위한 중견국 및 중견국 의회 역할의 중요성과 믹타 회원국의 실천 사례 공유 및 협력을 통한 영향력 발휘 강조
- 세션 Ⅱ: 각국별 지역 현안
  - 멕시코: 경제개발, 안정과 조직범죄 퇴출, 이주 및 인권문제
  - 인도네시아: 믹타 회원국이 직면하고 있는 지역 현안에 대한 강점 또는 기회, 약점 또는 도전과제
  - 대한민국: 종전 70주년 그리고 동북아시아의 영구적인 평화와 번영
  - 터키: 시리아 내전 사태 해결 및 극단주의 세력 제거를 위한 노력
  - 호주: 의회 안보 강화를 위한 예산 책정 및 테러 위협 제거를 위한 노력
- 개최국 특별세션: 한반도 분단 70주년과 평화통일
  - 광복·분단 70주년의 의미와 통일 대한민국의 비전 소개
  - 북핵 문제 해결을 위하여 6자회담 당사국(P6)과 아시아개발은행 및 아시아인프라투자은행(A2)이 참여하는 'P6+A2' 협력 모델 강조
  - 중견국 외교의 협력 메커니즘인 믹타의 한국 통일외교 추진과 북핵 문제 및 한반도 평화통일을 위한 지지 확인[12]
- 세션 Ⅲ: 향후 운영방안 논의 및 공동성명서 채택
  - 믹타 국회의장회의 공동성명서 최종안에 대한 동의 및 회의 정례화 합의

### 2015 믹타 국회의장회의 서울 성명서 주요 내용
<<세계의 미래를 위한 의회의 리더십>>
1. 우리 믹타(MIKTA: Mexico, Indonesia, Korea, Turkey*, Australia) 국회의장들은 2015년 7월 1일부터 5일까지 '세계의 미래를 위한 의회의 리더십'이라는 주제 하에 대한민국 서울에서 열린 제1차 믹타 국회의장회의에 참석하여 국제사회와 믹타 회원국 간 협력관계에 대한 믹타 의회의 기여방안을 논의하였다.
2. 우리는 믹타 회원국들이 민주주의, 개방경제, 문화 다양성, 그리고 글로벌 이슈에 대한 적극적 참여 등 여러 유사점을 공유하고 있음에 주목하며, 향후 믹타 회원국 간 파트너십 제고를 위한 교류·협력 증진을 위해 노력할 것이다. 우리는 선출된 국민의 대표들이 다양한 사안에 대해 자유롭게 토의, 토론할 수 있는 환경을 조성하는 데 의회가 기여할 수 있다는 점을 인정하였다.
3. 우리는 국제사회가 자연재해, 테러리즘 및 초국가적 조직범죄, 기후변화, 해상안보, 지역적 불안정 등으로 발생한 실향민과 망명자의 증가, 불법 이주, 글로벌 차원의 빈곤, 핵확산문제 등 다양하고 복합적인 위기에 직면해 있다는 점에 대해 인식을 같이하며, 믹타 회원국들이 개별국가, 지역 및 글로벌 수준의 다차원적 대응에서 중요한 역할을 수행해야 함을 강조한다.
4. 우리는 믹타가 2013년 국제 문제 해결 방안을 마련하기 위한 비공식적 메커니즘으로 출범하였음을 재확인하며, 믹타 국회의장회의가 믹타의 발전에 기여할 수 있는 주요한 창구가 되어야 한다는 점에 견해를 같이 한다.
5. 우리는 각종 양자면담 및 국제의회연맹(IPU) 총회를 비롯한 다양한 다자회의 계기에 믹타 회원국 의회 간 회동을 정례화함으로써 믹타 국회의장 간 네트워크를 지속적으로 구축할 것이다. 믹타가 모범적인 글로벌 거버넌스에 기여할 수 있도록 지원하기 위해 관련 행정부처 및 기관과의 협력관계를 형성하기 위해 노력할 것이다.
6. 믹타 회원국 의회들은 2015년 9월 유엔총회에서 채택될 'Post-2015 개발의제'가 국제사회의 미래를 위해서 매우 중요한 과제임을 인식하고, 'Post-2015 개발의제'의 이행에 대한 의회의 감독을 강화하기 위해 노력할 것이다.
7. 우리는 이번 회의가 믹타 회원국이 속한 지역 및 개별국가의 주요 현안에 대한 이해와 협력의 제고에 기여했다고 평가하며, 이후에도 이 같은 노력을 지속하여 믹타 국회의장회의가 국제사회는 물론 세계 각 지역 및 회원국의 안정과 번영에 기여할 수 있는 사안을 발굴하고 관련 협력을 강화할 것이다.
8. 우리는 북한 핵문제 해결과 한반도의 평화적 통일이 동북아는 물론 전 세계의 평화와 공동번영을 위해 핵심적 사안 중의 하나임을 인식하고, 남북한 간 대화와 협력을 통해 평화적 통일의 기반을 마련하기 위해 남북국회의장회담 및 남북국회회담을 포함한 다양한 노력을 경주하고 있는 대한민국 국회의 노력을 높이 평가하며 이를 지지한다.
9. 우리는 믹타 국회의장회의의 출범을 위한 대한민국 국회의 노력에 사의를 표하고, 믹타 국회의장회의가 믹타의 발전에 기여할 수 있음을 인정하며, 제2차 믹타 국회의장회의의 2016년 개최를 검토하기로 합의한다.

※ 주한 터키대사가 최근 실시된 선거로 인해 불참한 터키 국회의장을 대신하여 참석했다.

### 믹타 의장단 공동기자회견
- 일자: 2015년 7월 2일(목)
- 장소: 웨스틴조선호텔
- 참석: 정의화 대한민국 국회의장, 루이스 미겔 바르보사 우에르따(스페인어판) 멕시코 상원의장, 이르만 구스만(인도네시아어판) 인도네시아 상원의장, 스티븐 패리(영어판) 호주 상원의장, 아르슬란 하칸 옥찰 주한 터키대사
- 주요 내용: 믹타 회원국 의장들이 '제1차 믹타 국회의장회의' 의의를 높이 평가하고, 회의 성과를 담은 서울 성명서를 채택하였음을 발표[14]

### 평가: 특별자문관 총평
- 종합 평가
  - 회원국 의장 간 공통 관심사를 확인하는 계기 및 유사 입장 국가의 의회 지도자 간 협의체로서 가능성을 보여준 성공적인 회의
  - <서울 성명서>는 믹타 국회의장회의의 발전 방향을 제시하는 지침
- 건의사항
  - 회원국 간 공동과제 및 회원국별 전문 분야와 관련된 구체적 의제 발굴
  - 향후 회의 의제 개발에 있어 정부 간 회의, 전문가 그룹 등과 지속적인 의견교환 필요

＊특별자문관이란: 학자 등 의제 관련 전문가로서, 각국 대표단으로부터 1인씩 추천을 받아 구성됨

### 양자면담
- 한국-멕시코 양자면담
  - 일시: 2015년 7월 3일(금) 08:30
  - 장소: 웨스틴조선호텔
- 한국-인도네시아 양자면담
  - 일시: 2015년 7월 1일(수) 18:00
  - 장소: 웨스틴조선호텔
- 한국-호주 양자면담
  - 일시: 2015년 7월 1일(수) 18:40
  - 장소: 웨스틴조선호텔

## 발간자료
- 「믹타(MIKTA) 국회의장회의 성과와 발전과제」, 유웅조, 국회입법조사처 이슈와 논점 1030호(2015년)
- 「정의화 국회의장 주도로 제1차 믹타(MIKTA) 국회의장회의 개최」, 국회보 통권 584호(2015년 7월)
- 「2015 믹타 국회의장회의의 개최 의의와 향후 과제」, 김일권, 국회보 통권 583호(2015년 6월)]
- 「믹타(MIKTA) 국회의장회의 개최의 의의 및 주요내용과 향후 발전과제」, 유웅조, 국회입법조사처 이슈와 논점 1013호(2015년)
- 「믹타(MIKTA)의 형성 및 발전과정과 향후 과제」, 유웅조, 국회입법조사처 이슈와 논점 1004호(2015년)

## 같이 보기
- 믹타